# Дарвазский район
Дарва́зский район (тадж. Ноҳияи Дарвоз) — административный район в составе Горно-Бадахшанской автономной области Таджикистана.
Районный центр — село (посёлок сельского типа) Калаихум, расположен на высоте 1200 метров над уровнем моря, близ впадения реки Обихумбоу в Пяндж, в 368 км от Душанбе, на границе с Афганистаном.
Главой Дарвазского района является Председатель Хукумата, который назначается Президентом Республики Таджикистан. Главой правительства Дарвазского района является Председатель Хукумата. Законодательный орган Дарвазского района — Маджлис народных депутатов, избирается всенародно на 5 лет.
Топоним «Дарваз» означает «ворота» и появился в IX—X веках.

## История
Дарваз — историческая область, территория которой в настоящее время разделена на две части: правобережный Дарваз относится к Таджикистану, а левобережный — к Афганистану.
В средние века Дарваз назывался Кураном с центром в районе современного села Кеврон. В местном фольклоре сохранилось более древнее название провинции — Маҳистон.
Территория современного Дарваза входила в состав Империи Ахеменидов (VI—IV в. до н. э.).
В III—II вв. до н. э. Дарваз как часть бывшей Бактрийской сатрапии Ахеменидов находился в зависимости от Греко-Бактрийского царства, в I—III вв. н. э. — от Кушанского царства, в IV—VI вв. — от Эфталитского государства. Вслед за разгромом эфталитов от Западно-тюркского каганата в VI в. Дарваз, как и все бывшие владения эфталитов, номинально подчиняется тюркским правителям. В 718 г. среди владений, подвластных тюркскому «йабгу» Тохаристана, в китайских исторических хрониках упоминается Ше-хан-на, то есть Шугнан, в составе которого был округ Кю-лан, то есть Куран.
В VIII веке Дарваз был завоеван арабами-мусульманами, в IX веке находился в зависимости от Тахиридов, в X в. входит в состав государства Саманидов, в XI—XII вв. был включён в состав государств Газневидов, а затем Гуридов.
В XIII веке Дарваз, как и все таджикские земли, оказался под властью монгольских завоевателей, а в XIV—XV вв. — тимуридских правителей, но зависимость Дарваза от центральных властей была номинальной.
В середине XVIII века Дарвазское бекство было ведущей силой сопротивления правителям Бадахшана. Так, в 1748 году объединённым силам Дарваза и Шугнана в битве у озера Шива удалось разбить войска эмира Бадахшана Султан-шаха.
В XVIII веке Шугнан, находившийся от него в вассальной зависимости Рушан, а также Вахан вели постоянную борьбу против политической зависимости от Бадахшана и Дарваза. Владетели Шугнана с Рушаном и правители Вахана являлись вассалами шахов Дарваза и платили им дань.
В XIX веке владения шахов Дарваза включали в себя территории современных Тавильдаринского, Дарвазского и Ванчского районов Таджикистана, а также Хваханского и Дарвазского районов афганской провинции Бадахшан.
Столицей Дарвазского шахства был населённый пункт Калаихум (Калаи-Хумб) с одноимённой крепостью, располагавшейся на правом берегу Пянджа.
В 1877 году Бухарский эмир посылает своё войско для покорения Дарвазского шахства. Под натиском бухарцев войска Дарваза оставили Калаи-Хумб и отступили к деревне Кеврон. Здесь произошло решающее сражение, завершившееся разгромом дарвазцев. Шах Дарваза Абулфайзхан вместе с семьёй эмигрировал в Фергану, а затем в Афганистан. Сын дарвазского шаха — Мухаммад Валихан — впоследствии стал видным афганским дипломатом.
Аннексировав Дарваз, Бухарский эмират преобразовал его в особое бекство. Оно занимало около 386 квадратных миль, с населением около 35 000 чел. На севере бекство отделялось от Каратегина высоким хребтом Петра Первого, на востоке граничило с Шугнаном, с юга — афганскими владениями (Бадахшан), а с запада — бухарскими бекствами Бальджуваном и Кулябом.
Левобережный Дарваз, согласно русско-английскому договору от 2 февраля (11 марта) 1895, передан Афганистану, вместо правобережных Вахана, Шугнана и Рушана, переданных Бухарскому эмирату.
Дарвазский район образован 14 декабря 1930 года как Калаихумский район в составе Гармского округа. В 1939—1955 годах входил в Гармскую область Таджикской ССР.
28 сентября 1955 года к Калаи-Хумбскому району была присоединена часть территории упразднённого Тавильдаринского района.
26 августа 1957 года Калаи-Хумбский район вошёл в состав Горно-Бадахшанской автономной области.
Постановлением Верховного Совета Таджикской ССР № 318 от 29 июня 1991 года Калаи-Хумбский район был переименован в Дарвазский район.

## География
Дарвазский район расположен по обе стороны Дарвазского хребта, который отходит от хребта Академии Наук у пика Гармо (6595 м) и тянется почти на 200 км между реками Ванч и Обихингоу. С южной стороны район ограничивает река Пяндж. Дарвазский хребет, делая виток, упирается в вершину Хамтарма (4484 м) у деревни Нульванд.
Дарвазский район граничит на севере с районом Сангвор, на востоке — с Ванчским районом, на западе — с Ховалингским, Муминабадским и Шуроабадским районами Хатлонской области Таджикистана, на юге — по реке Пяндж с Хваханским и Дарвазским районами афганской провинции Бадахшан.
Дарваз изрезан высокими хребтами, глубокими ущельями, по которым текут быстрые, труднопроходимые реки, и, кроме чрезвычайно плохих, местами доступных только для опытных пешеходов тропинок, иных путей сообщения не имеет. Последовательно с севера на юг Дарваза представляет следующие части:
- долину реки Обихингоу (Хингоб, Хуль-лёс), левого притока Вахша (Сурхоба);
- Дарвазский хребет (снеговой, труднопроходимый), отделяющий долину реки Обихингоу от ущелья, по которому протекает река Пяндж, и от долины Ванча (правый приток последнего),
- долину Пянджа и Ванча
- и, наконец, весьма гористую, круто спускающуюся к Пянджу страну по левую сторону последнего.

Горы высоки, скалисты, покрыты вечными снегами и ледниками. Древесная и кустарная растительность отличается скудостью, а травяная довольно богата и представляет хорошие пастбища. Климат довольно суровый; господствуют бури, морозы и метели. Летом бывает довольно тепло, так что в наиболее низких местностях страны сеют хлопок.
В низинах Дарваза климат субтропический. Горы спускаются террасами, которые покрыты эфемеровой растительностью, редколесьем из фисташки и бухарского миндаля. На ровных участках выращивают гранат, хурму и инжир.
Выше (от 1600) идёт пояс лесокустарников, где растут зонтичные (эшке-камоль, юган-прангос, пабулярия), а также миндаль и ясень. Вдоль рек в небольших рощах растёт тополь, облепиха, ива. На каменистых склонах растёт зеравшанский можжевельник.
От высоты 2700 м идёт полоса розариев, а выше 3000 м — колючие травы (кузиния) с полынниками и типчаком.
Более богатая растительность на северных склонах Дарвазского хребта и на склонах хребта Петра Первого, где встречаются также грецкий орех, клён, алыча, яблони, боярка.
В районе развито земледелие — пшеница, кукуруза, фрукты, арбузы, дыни. Выше в горах находятся высокогорные пастбища.

## Население
Население по оценке на 1 января 2018 года составляет 23 300 человек.
| Численность населения | Численность населения | Численность населения | Численность населения | Численность населения |
| 1939                  | 2019                  | 2020                  | 2021                  | 2022                  |
| --------------------- | --------------------- | --------------------- | --------------------- | --------------------- |
| 12 515                | ↗23 700               | ↗24 000               | ↘23 300               | ↗23500                |

Население Дарваза говорит на архаичном дарвазском диалекте таджикского языка. Дарвазский диалект сохранил особенности классического персидского языка IX—XIV веков. 
Наиболее крупными населёнными пунктами Дарваза являются:
1. Калаихум — 1909 чел.
2. Кеврон — 1129 чел.
3. Ёгед — 854 чел.
4. Зинг — 839 чел.
5. Даштак — 669 чел.
6. Рузвай — 636 чел.
7. Хумби-Вари — 553 чел.

По данным переписи 2000 года, в Дарвазском районе насчитывается 3571 хозяйств. Средний размер домохозяйств по Дарвазскому району составил 6,6 человек.

## Административное деление
В состав Дарвазского района входят 4 сельских общин (тадж. ҷамоат):
| Административное деление Дарвазского района |           |
| Сельская община                             | Население |
| Вишхарв                                     | 2933      |
| Калаихум                                    | 8337      |
| Нульванд                                    | 3521      |
| Сагирдашт                                   | 8750      |